# Диванний валик

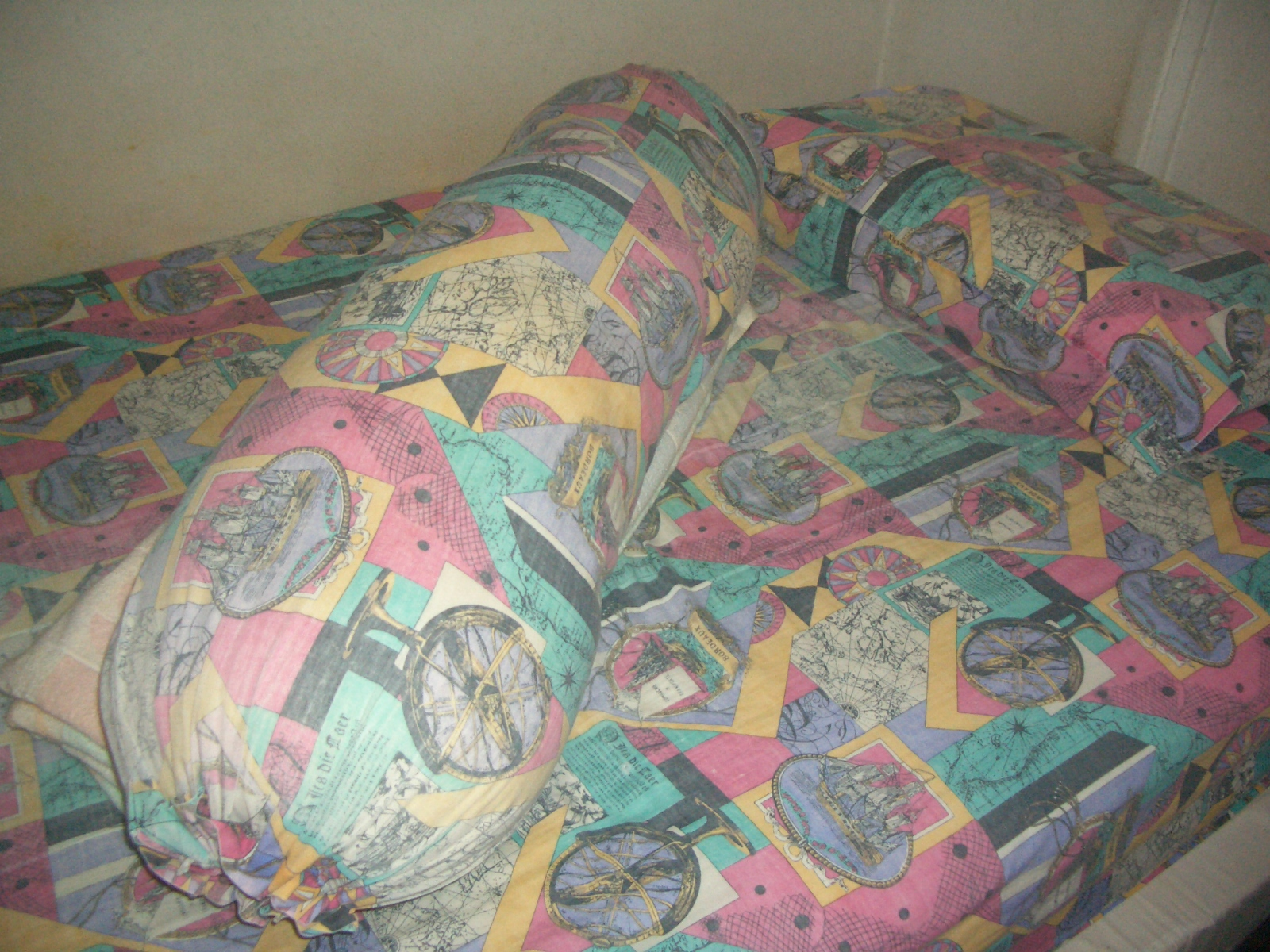
Подушка (праворуч) і валик (ліворуч)

Диванний валик, іноді кача́лка — туго набита подушка циліндричної форми на краях дивана або тахти. Виконує функцію підлокітника чи грає декоративну роль. Часто споряджається блискавкою чи липучкою. Наповнюється ватою, волокнистим матеріалом, пухом, може використовуватися пінний наповнювач.
У Кореї диванні валики відомі як чукбиїн (죽부인): від чук («бамбук») і пиїн («дружина»). Чукбиїн використовується в літні місяці для прохолоди під час сну, оскільки порожниста конструкція з тонких бамбукових смужок дозволяє повітрю вільно проходити через подушку. Сплячий тісно притискується руками і ногами до валика.
В Індії та Пакистані різновид диванного валика називається лоде (на маратхі), ґао-таккія, маснад, масланд чи пааш-бааліш/кол-бааліш (на бенгалі) і використовується для додаткової опори ззаду при лежанні, а також для обіймання під час сну.